# Чукур-Минджир
Чукур-Минджир (рум. Ciucur-Mingir) — село в Чимишлийском районе Молдавии. Относится к сёлам, не образующим коммуну.

## География
Село расположено на высоте 134 метров над уровнем моря. В 3 км восточнее южной окраины села из дождевого источника берёт своё начало река Лунга (левый приток реки Ялпуг), однако постоянным источником питания реки считается небольшой искусственный пруд, расположенный ниже по руслу, на дне которого находится выход воды на поверхность земли в водоносный горизонт. В 2,7 км на юго-запад от южной окраины села из родника также берёт своё начало река Лунгуца (правый приток реки Лунга).
До 1990 года село называлось Чекур-Менжир, однако после административно- территориальной реформы 1991 года селу было присвоено название Чукур-Минджир.

## Население
По данным переписи населения 2004 года в селе Чукур-Минджир проживает 1944 человека (953 мужчины, 991 женщина).
Этнический состав села:
| Национальность | Число жителей | Процентный состав |
| -------------- | ------------- | ----------------- |
| молдаване      | 1898          | 97.63             |
| украинцы       | 11            | 0.57              |
| русские        | 11            | 0.57              |
| румыны         | 9             | 0.46              |
| гагаузы        | 8             | 0.41              |
| болгары        | 7             | 0.36              |
| Всего          | 1944          | 100 %             |

## Известные уроженцы
- Георге Грыу — молдавский актёр.
- Иларион Чобану — румынский актёр.